# Méthacholine
 (août 2016).
Si vous disposez d'ouvrages ou d'articles de référence ou si vous connaissez des sites web de qualité traitant du thème abordé ici, merci de compléter l'article en donnant les références utiles à sa vérifiabilité et en les liant à la section « Notes et références ».
Le test à la méthacholine a pour but de savoir si les bronches sont plus irritables que la normale (caractéristique de l’asthme).

## Description
C'est un test standardisé qui consiste à inhaler de la méthacholine, qui a pour effet d’entraîner un rétrécissement passager du calibre des bronches chez des sujets dont les bronches sont plus irritables. L’examen ne représente pas de danger pour la santé et est réalisé sous supervision médicale.
1. Le sujet doit souffler fort dans un appareil nommé spiromètre.
2. Il doit ensuite respirer durant deux minutes une solution de méthacholine nébulisée (à l’état gazeux) ; son souffle est ensuite mesuré à l’aide du spiromètre.
3. La solution de méthacholine est donnée à nouveau, à une concentration de plus en plus forte.

Il se peut qu’à la fin du test le sujet présente des symptômes semblables à ceux de l’asthme, c’est-à-dire un essoufflement ou une toux, ou qu’il entende des sifflements. En effet, si le test est positif, la réduction du calibre des bronches est de l’ordre de 20 à 30 %. Le technicien administre alors un bronchodilatateur, qui permet le rétablissement rapide du calibre des bronches. 
La méthacholine agit comme un agoniste non sélectif des récepteurs muscariniques pour stimuler le système nerveux parasympathique. Elle est le plus couramment utilisée pour le diagnostic de l'hyperréactivité bronchique, en utilisant le test de provocation bronchique. Grâce à ce test, le médicament provoque la bronchoconstriction, et les personnes atteintes de l'hyperréactivité des voies respiratoires préexistantes, comme les asthmatiques, réagissent à des doses plus faibles de médicaments.